# Caldiero
Caldiero là một đô thị ở tỉnh Verona trong vùng Veneto của Ý, có cự ly khoảng 90 km về phía tây của Venice và khoảng 15 km về phía đông của Verona.
Caldiero giáp các đô thị: Belfiore, Colognola ai Colli, Lavagno, San Martino Buon Albergo, và Zevio.
Trong thời La Mã cổ đại, Caldiero được gọi là Calidarium.
Năm 1805, trận Caldiero giữa Pháp và Áo diễn ra gần đó.